# بروس (فیلم)
«بروس» (انگلیسی: The Bruce (film)) فیلمی در ژانر زندگینامه‌ای است.